# Bałkany (film)
Bałkany (ang. Secret Agent) – brytyjski thriller z 1936 roku, w reżyserii Alfreda Hitchcocka, bazujący na utworach Williama Somerseta Maughama.
Film znany jest też w Polsce pod alternatywnym tytułem Tajny Agent.

## Treść
Trwa I wojna światowa. Edgar Brodie, pisarz służący w brytyjskiej armii, zostaje wysłany przez wywiad do Szwajcarii, gdzie ma odnaleźć i zabić niemieckiego szpiega. W podróży towarzyszy mu piękna Elsa Carrington, która ma udawać jego żonę.

## Główne role
- John Gielgud - Edgar Brodie/Richard Ashenden
- Florence Kahn - pani Caypor
- Percy Marmont - Caypor
- Robert Young - Robert Marvin
- Madeleine Carroll - Elsa Carrington
- Peter Lorre - generał